# Namadgi-Nationalpark
Der Namadgi-Nationalpark (engl. Namadgi National Park) liegt im südwestlichen Teil des Australian Capital Territory, etwa 40 km von der australischen Hauptstadt Canberra entfernt. Das 1061 km² große Naturschutzgebiet bedeckt einen Teil des Nordendes der Australischen Alpen. Der Park nimmt mehr als die Hälfte des Hauptstadtterritoriums ein und grenzt an den Kosciuszko-Nationalpark und an den Brindabella-Nationalpark sowie an drei weitere Naturreservate im Bereich der Great Dividing Range. Er wurde im Jahr 1984 gegründet. Durch den Namadgi-Nationalpark führt der nördlichste Abschnitt des Australian Alps Walking Track, eines 650 km langen Fernwanderweges.
Die Bezeichnung Namadgi stammt von den einheimischen Aborigines und bezieht sich auf die südwestlich von Canberra gelegenen Berge. Das Gebiet hat für die indigene Bevölkerung eine wichtige kulturelle Bedeutung. Seit April 2001 wurde vertraglich mit der Regierung der Australian Capital Territory die Rolle der eingeborenen Bevölkerung anerkannt und eine gemeinsame Verwaltung des Gebietes etabliert.